# Mychajło Sadowski
Mychajło Sadowski, ukr. Михайло Вікентійович Садовський  (ur. 29 lipca 1887 r. w Kijowie, zm. 29 grudnia 1967 r. w Toronto) – ukraiński wojskowy, pułkownik Armii Ukraińskiej Republiki Ludowej, minister spraw zagranicznych w emigracyjnym rządzie ukraińskim w okresie powojennym.
W 1912 r. ukończył szkołę junkrów piechoty w Kijowie. W latach 1914–1917 walczył w armii rosyjskiej podczas I wojny światowej. Po rewolucji lutowej i upadku caratu związał się z ukraińskimi środowiskami niepodległościowymi. W 1918 r. wszedł w skład sztabu generalnego Armii Ukraińskiej Republiki Ludowej. W listopadzie 1920 r. został internowany wraz z żołnierzami Armii URL w Polsce. Współzałożyciel i członek zarządu Ukraińskiego Towarzystwa Wojskowo-Historycznego w Warszawie, w 1939 jego prezes. Redaktor naczelny rocznika За Державність wydawanego w Kaliszu i Warszawie. Należał do najbliższych współpracowników prezydenta URL Andrija Liwyckiego.
Po kapitulacji Warszawy wraz z prezydentem Liwyckim przeniósł się do Berlina, gdzie przebywał przez cały okres II wojny światowej. Od 1945 przebywał w Kanadzie, gdzie w Toronto utworzył w 1947 Ukraiński Instytut Wojskowo-Historyczny, wznowił edycję За Державність i zorganizował muzeum wojska ukraińskiego. Przez Rząd Ukraińskiej Republiki Ludowej na Emigracji awansowany do stopnia generała-chorążego. Zmarł w Toronto.